# Citrix Systems
Citrix Systems, Inc. (NASDAQ: CTXS) es una corporación multinacional fundada en 1989, que suministra tecnologías de virtualización de servidores, conexión en red, software-como-servicio (SaaS) e informática en la nube, entre las que se cuentan los productos Xen de código abierto.
En la actualidad, Citrix atiende a unas 230.000 organizaciones de todo el mundo. Su sede se encuentra en Fort Lauderdale, Florida, en la región metropolitana del sur de Florida, y cuenta con sucursales en California y Massachusetts, además de centros de desarrollo en Australia, India y el Reino Unido.
Tras la adquisición de XenSource, Inc en octubre de 2007, Citrix gestiona el proyecto del hipervisor Xen de código abierto

## Historia
Citrix fue fundada en 1989 en Richardson, Texas, por el antiguo desarrollador de IBM, Ed Iacobucci, con un capital de 3 millones de dólares. Al poco tiempo, Iacobucci trasladó la empresa a Coral Springs, Florida, donde había vivido cuando trabajaba en IBM.
El nombre original de Citrix era Citrus, pero hubo que cambiarlo cuando una empresa ya existente reclamó los derechos sobre la marca comercial. El nombre Citrix es una voz compuesta de Citrus y UNIX.
Muchos de los fundadores originales habían participado en el proyecto OS/2 de IBM. La intención de Iacobucci era incorporar el soporte multiusuario a OS/2. IBM no se interesó por la idea, lo que impulsó a Iacobucci a abandonar la empresa. Microsoft ofreció a Iacobucci el puesto de director técnico de su grupo de redes, pero la rechazó para crear su propia empresa.
El primer producto de la empresa fue Citrix MULTIUSER, basado en OS/2. Citrix adquirió la licencia del código fuente de OS/2 a Microsoft, esquivando así a IBM. Citrix esperaba captar una parte del mercado de UNIX al facilitar el despliegue de aplicaciones para OS/2 basadas en texto, pero el producto no logró encontrar su mercado. Ello se debió en parte a que Microsoft declaró en 1991 su intención de dejar de apoyar OS/2.
Roger Roberts fue nombrado consejero delegado de Citrix en 1990. Roberts, natural de Texas, llegó a Citrix procedente de Texas Instruments.
Entre 1989 y 1995, la empresa no tuvo beneficios. En 1989 y 1990 no obtuvo ningún ingreso. Entre 1991 y 1993, Citrix recibió financiación de Intel y de Microsoft, así como de inversores privados. Sin tales inversiones, Citrix no habría sobrevivido [4].
En 1993, Citrix adquirió el producto “Netware Access Server” a Novell. Se trataba de una aplicación de acceso remoto que funcionaba sobre DOS y Quarterdeck Expanded Memory Manager. Proporcionaba los puestos de trabajo y las aplicaciones del servidor a varios usuarios de un modo parecido al que todavía lo hacen los servidores de terminales. Citrix siguió desarrollando el producto y lo comercializó bajo el nombre de WinView, que se convirtió en el primer producto de la firma en tener éxito.
La empresa comenzó a cotizar en bolsa en diciembre de 1995.

## Tecnología
Las principales familias de productos de Citrix son Citrix Delivery Center, Citrix Cloud Center (c3) y Citrix Online Services.

### Citrix Delivery Center
Citrix Delivery Center, compuesto por XenDesktop, XenApp, XenServer y NetScaler, virtualiza servidores, estaciones de trabajo y aplicaciones.
Los centraliza en el centro de datos y los distribuye en forma de servicios bajo demanda.
XenDesktop es un cliente ligero y universal de estación de trabajo virtual que permite acceder a distancia, con cualquier PC, Mac, teléfono inteligente o cliente ligero, a las aplicaciones y estaciones de trabajo corporativos.
Citrix XenApp es una solución de entrega de aplicaciones bajo demanda que permite virtualizar, centralizar y administrar cualquier aplicación Windows® en el centro de datos, y entregarla instantáneamente en forma de servicio a los usuarios, estén donde estén y sea cual sea el dispositivo que utilicen.
XenServer es un monitor de máquinas virtuales para las arquitecturas x86, x86-64, Itanium y PowerPC 970. Permite ejecutar varios sistemas operativos huéspedes al mismo tiempo en el mismo equipo informático, de modo que un único ordenador puede ejecutar varias estaciones de trabajo de manera concurrente. Desde el mes de abril de 2009, Citrix pone su plataforma de virtualización XenServer gratuitamente a disposición de cualquier usuario, para su implantación sin límites en entornos de producción.
NetScaler optimiza la disponibilidad de las aplicaciones, mediante la aplicación del balanceo de cargas L4-7 avanzado y de la gestión del tráfico, a fin de acelerar el rendimiento.
En enero de 2010, Citrix presentó Citrix Receiver, el primer cliente universal para la entrega de servicios de TI virtuales [REF]. Receiver permite que los usuarios de tabletas y teléfonos inteligentes accedan a sus puestos de trabajo y aplicaciones virtuales desde dichos dispositivos [7]. Citrix Receiver se basa en la arquitectura Independent Computing Architecture (ICA), un protocolo propio diseñado por Citrix para sistemas de servidores de aplicaciones. Este protocolo establece las especificaciones para la transferencia de datos entre el servidor y los clientes, pero no está vinculado a ninguna plataforma.

### Citrix Cloud Center
Citrix OpenCloud permite a las empresas crear nubes híbridas, y a los proveedores de servicios ofrecer soluciones de nube capaces de atender las cargas de trabajo empresariales. Una plataforma de tecnología rica y abierta, que ofrece funciones de virtualización, conexión en red y entrega de aplicaciones, junto a innovaciones en la federación de las redes y los dominios de identidad de las empresas y sus proveedores, haciendo posible para los departamentos de TI y los proveedores de servicios la creación y la gestión de entornos de nube seguros y con múltiples ocupantes, capaces de atender cargas de trabajo corporativas.

### Citrix Online Services
GoToMeeting es una herramienta de videoconferencia web que permite que hasta 15 personas participen en reuniones y conferencias a través de la web.
GoToAssist permite a los usuarios ver y controlar a distancia un ordenador con el fin de prestar asistencia técnica.
GoToView sirve para que los usuarios graben y compartan su puesto de trabajo a través de la red..

## Relación con Microsoft
La relación entre Citrix y Microsoft se basa en la alianza que mantienen desde hace 20 años, y que comenzó en 1989, con la adquisición de la licencia del código de OS/2 por parte de Citrix.
Citrix obtuvo una licencia del código fuente de Windows NT 3.51 de Microsoft. En 1995, Citrix lanzó una versión multiusuario de Windows NT con acceso remoto, denominada WinFrame. Este producto constituía una oferta exclusiva, dirigida a atender las necesidades de las grandes corporaciones.
Durante el desarrollo de WinFrame para Windows NT 4, Microsoft decidió no facilitar una licencia del código fuente de Windows NT 4 a Citrix. Además, Microsoft amenazó con crear su propia versión de WinFrame. Citrix y Microsoft entablaron negociaciones sobre el mejor modo de resolver este dilema [4] [8]. Como fruto de dichas negociaciones, Microsoft aceptó adquirir la tecnología de Citrix para Windows NT Server 4.0, lo que dio como resultado Windows Terminal Server Edition [9] [10]. Citrix aceptó no lanzar ningún producto que compitiera con el citado, pero se reservó el derecho a vender una extensión de los productos de Microsoft, inicialmente bajo el nombre de MetaFrame. Esta relación se mantuvo durante las eras de Windows 2000 Server y Windows Server 2003, durante las que Citrix ofreció MetaFrame XP y Presentation Server. El 11 de febrero de 2008,  Citrix cambió el nombre de su gama de productos Presentation Server por el de XenApp.
La tecnología básica que Microsoft no adquirió fue el protocolo ICA. Microsoft basó su trabajo en el protocolo RDP (T.share) a partir de NetMeeting, que procedía originalmente de un acuerdo con PictureTel (ahora denominada Polycom) [11].
En enero de 2008, Citrix anunció que ampliaba su alianza con Microsoft para ofrecer un conjunto de soluciones de virtualización destinadas a los mercados de virtualización de puestos de trabajo y de servidores, con el fin de garantizar una amplia interoperatividad entre sus tecnologías respectivas [12].
En febrero de 2009, Citrix amplió nuevamente su colaboración con Microsoft en el mercado de virtualización de servidores, mediante el “Proyecto Encore”. El primer fruto del mismo fue un producto nuevo, Citrix Essentials, que ofrece funciones avanzadas de gestión para Microsoft Windows Server 2008 Hyper-V. Se llevaron a cabo actividades de marketing, formación y comercialización conjuntas con Microsoft [13].
En julio de 2009, Citrix y Microsoft anunciaron sus planes conjuntos para simplificar la informática de sobremesa, mediante la ampliación de su alianza en virtualización de puestos de trabajo.
Entre dichos planes figuraban: la integración tecnológica, para que los departamentos de TI corporativa puedan gestionar tanto las aplicaciones distribuidas como las alojadas centralizadamente, utilizando Citrix XenApp y Microsoft System Center Configuration Manager; la extensión del soporte de XenApp para Microsoft Application Virtualization (Hyper-V), a fin de habilitar la entrega de aplicaciones en régimen de autoservicio a cualquier dispositivo, utilizando Citrix Receiver y Citrix Dazzle.

## Filantropía corporativa
Citrix invierte de manera continuada en un Programa de Donaciones Corporativas dedicado a la educación, el desarrollo económico y el progreso tecnológico [15].
En colaboración con la ciudad norteamericana de Fort Lauderdale, Florida, y con Sister Cities International, Citrix ha puesto en marcha el programa prototipo CSC (Cyber Sister Cities) de ciudades hermanadas, con la población de Agogo en Ghana [16].

## Productos Vigentes
Productos vigentes 

•	Citrix XenApp (antes Citrix Presentation Server) proporciona virtualización de aplicaciones y entrega de aplicaciones. 

•	Citrix XenDesktop (virtualización de estaciones de trabajo, VDI) 
•	Citrix XenMobile (solución EMM)

•	Citrix XenServer (Hypervisor)

•	Citrix NetScaler (optimización de aplicaciones, entrega de aplicaciones a través de redes, balanceo de cargas, aceleración de aplicaciones web, cortafuegos de aplicaciones)
•	Citrix ShareFile (Compartición de ficheros)
•	Citrix Access Gateway proporciona un acceso remoto seguro a las estaciones de trabajo y las aplicaciones virtuales. 

•	Advanced Access Control es un complemento para Citrix Access Gateway que proporciona un control más detallado sobre los permisos de los usuarios. 

•	Password Manager (seguridad de aplicaciones, identificación unificada) 

•	EdgeSight (monitorización del rendimiento de las aplicaciones) 

•	Branch Repeater (antes WANScaler) optimiza la entrega de las aplicaciones a los usuarios ubicados en sucursales (véase Optimización de redes WAN). 

•	Provisioning Server distribuye las cargas de las estaciones de trabajo entre ordenadores físicos y virtuales. 

•	EasyCall integra la voz y las llamadas con un clic en cualquier aplicación. 

## Productos no vigentes
•	XenApp Fundamentals 
•	Workflow Studio (orquesta las comunicaciones entre productos, automatiza procesos de TI) 

•	GoToMeeting 

•	GoToWebinar 

•	GoToAssist 

•	GoToMyPC 

## Empresas similares
- Microsoft - Wikipedia: Microsoft
- VMware - Wikipedia: Vmware
- Parallels - Wikipedia: Parallels
- SLM SISTEMAS - Wikipedia: SLM SISTEMAS
- ORACLE - Wikipedia: ORACLE